# Bezdán József
Bezdán József (Szeged, 1866. március 19. – Szeged, 1932. február 9.) püspöki helynök, pápai prelátus.

## Életpályája
Középfokú tanulmányait szülővárosában, a piarista gimnáziumban végezte. Temesvárott teológiát tanult, majd 1889-ben pappá szentelték. Ebben az évben jelent meg Latzkovits Ádám társszerzővel közösen írt műve, A csanádi növendékpapság egyhirod. isk-ja. Mercifalván, Óbébán, majd Szeged-Rókuson szolgált segédlelkészként. 1897-ben torontáltordai plébános, 1913-ban a törökbecsei kerület esperese lett. Kayser Lajos makói plébános, későbbi temesvári nagyprépost székesképtalani kanonokká való kinevezésével megüresedett helyét 1917 októberében foglalta el. Részt vett Makó politikai és társadalmi életében; tagja volt Csanád vármegye törvényhatósági bizottságának és a városi képviselő-testületnek; a Csanád Vezér Reálgimnázium püspöki biztosa. Rendszeresen megjelent a Makói Belvárosi Katolikus Kör rendezvényein és eseményein. 

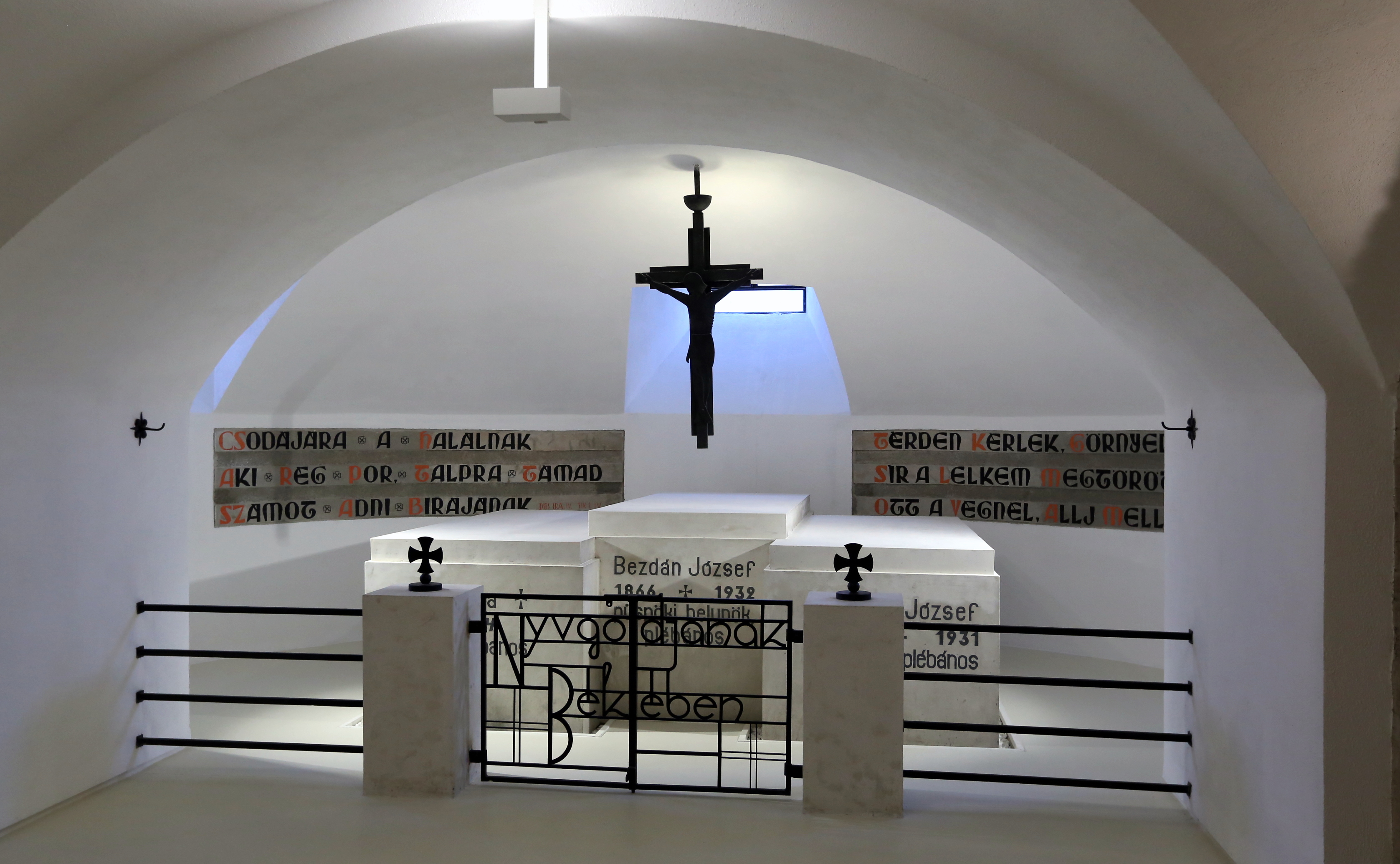
Sírja Szegeden, a Dóm altemplomában

1918 novemberében a Csanádi Egyházmegye Maroson és Tiszán túli részeinek püspöki helynökévé, vikáriusává, 1919 decemberében a magyar közigazgatás alatt álló részének általános püspöki helynökévé nevezték ki. 1923-ban XI. Piusz pápától pápai prelátusi címet kapott.  1931-ben szeged-belvárosi plébános lett, de a következő év februárjában elhunyt.